# アビーヴィル
アビーヴィル (英: Abbeville)はアメリカ合衆国ルイジアナ州の都市であり、ヴァーミリオン郡の郡庁所在地である 。2010年の国勢調査における人口は12,257人。2020年の人口推計事業において同市人口は11,927人とされた。ニューオーリンズの西240km(150マイル)、バトンルージュの南西97km(60マイル)、ラファイエットの南西34km(21マイル)に位置している。

## 歴史
元来ラ・チャペル(La Chapelle)と称されたこの地は、1843年7月25日に創設者のカプチン・フランシスコ修道会神父、ペール・アントワン・デジレ・メグレ("ペール"はフランス語で"神父"を意味する)が900ドルで購入した後、アビーヴィルと称されるようになった。
この命名については2つの仮説が存在する。より広く通用しているのは、メグレが自身のフランスの出身地の地名にちなんで名付けたという説である。もう一つの説は、フランス語で大修道院長を意味する"Abbé"を冠してメグレがアビー・メグレと呼ばれていたこと、そして"ville"はフランス語で街を意味するため、アビー・メグレの街という意味でアビーヴィルとなったという説である。フランスの地名については当地の住民が異なる発音(アブヴィルに近い)で呼んでいたことが、もう一つの説を支持する根拠となっている。しかし1995年にジャン・デソブリーが発見したアミアン教区の資料に、アントワン・ジャック・デジレ・メグレが1797年5月23日、フランスのアブヴィルに生まれたことが記されていたことから、一つ目の説が正しいことが証明された。メアリー・テレサ・マッカーシー博士は1996年の「Bulletin de la Société des Antiquaires de Picardie (ピカルディ古物愛好家協会会報誌)」の記事で次のように記している：
1844年2月12日、メグレ牧師はこのアメリカの街に自身の故郷の街の名前を与えた。abbéが神父または司祭を意味する言葉だったため、そこにフランス語で街を意味するvilleが付けたれたこの地名を、当時の住人たちは適切な名前だと受け取った。彼らの街アビーヴィルは、真の意味で司祭の街(la ville de l'abbé)だったのだ。
この地の入植者たちの多くは、1766年から1775年の間にノバスコシアから移住したアカディ人であった。1850年には街が正式に設立となった。
当時の住民ジョセフ・ルブランと彼の妻イザベル・ブルッサーの自宅をメグレ神父は教会に改築した。この教会は1854年に焼け落ち、1910年に今日も存在する聖メアリー・マグダレン・カトリック教会が建築された。
メグレ神父はフランスの地方の村を参考にアビーヴィルの当初の設計を行なった。彼が1846年に描いた地図によると、街の面積は38〜40エーカー(160,000平方メートル)であった。北側の境界線はセント・ヴィクター・ブルヴァード、南側はラファイエット・ブルヴァード、東側はザ・シスターズ・オヴ・チャリティ、西側はバイユー・ヴァーミリオンがそれぞれ境界線とされた。この時点での街の名前は「Abbville」であった。
ダウンタウンの中心地はマグダレン・スクウェアであり、ここには大きな樫、噴水、見晴らし台がアクセントを添えている。メグレ神父を記念する銅像も建てられている。

## 地理
アビーヴィルは北緯29度58分31.422秒 西経92度7分37.7652秒 / 北緯29.97539500度 西経92.127157000度に位置し、標高は16フィート (4.9 m)である。
アメリカ合衆国国勢調査局によると、市の総面積は5.7平方マイル (14.7629 km2)であり、5.7平方マイル (15 km2)が陸上、0.04平方マイル (0.10 km2) (0.53%)が水面である。アビーヴィルは国道167号南端の付近に位置している。
アビーヴィル・クリス・クラスタ記念空港は市の東側にある。ヴァーミリオン川がダウンタウンに流れ、いくつかの水路、クーリーが市内の他の部分に流れている。

### 気候
アビーヴィルは、ルイジアナ州の地に共通する温暖湿潤気候である。通常夏は長く、高温多湿であり、冬は短く、涼しく風が強い。春と秋は温暖あるいは暖かい気温である。降水量は、世界的標準に照らし年間を通じて多いが、6月から9月の間は冬と比較して2倍の降水量がある。6月から9月の間高温だが、その他の時期と比較すると曇り空が多く、晴天の日が最も多いのは秋である。
| ルイジアナ州アビーヴィルの気候 | ルイジアナ州アビーヴィルの気候 | ルイジアナ州アビーヴィルの気候 | ルイジアナ州アビーヴィルの気候 | ルイジアナ州アビーヴィルの気候 | ルイジアナ州アビーヴィルの気候 | ルイジアナ州アビーヴィルの気候 | ルイジアナ州アビーヴィルの気候 | ルイジアナ州アビーヴィルの気候 | ルイジアナ州アビーヴィルの気候 | ルイジアナ州アビーヴィルの気候 | ルイジアナ州アビーヴィルの気候 | ルイジアナ州アビーヴィルの気候 | ルイジアナ州アビーヴィルの気候 |
| 月                             | 1月                            | 2月                            | 3月                            | 4月                            | 5月                            | 6月                            | 7月                            | 8月                            | 9月                            | 10月                           | 11月                           | 12月                           | 年                             |
| ------------------------------ | ------------------------------ | ------------------------------ | ------------------------------ | ------------------------------ | ------------------------------ | ------------------------------ | ------------------------------ | ------------------------------ | ------------------------------ | ------------------------------ | ------------------------------ | ------------------------------ | ------------------------------ |
| 平均最高気温 °F （°C）         | 63.9 (17.7)                    | 65.7 (18.7)                    | 72.6 (22.6)                    | 78.7 (25.9)                    | 84.7 (29.3)                    | 89.9 (32.2)                    | 90.5 (32.5)                    | 91.2 (32.9)                    | 88.2 (31.2)                    | 81.7 (27.6)                    | 72.0 (22.2)                    | 64.5 (18.1)                    | 78.6 (25.9)                    |
| 平均最低気温 °F （°C）         | 43.2 (6.2)                     | 45.0 (7.2)                     | 51.8 (11)                      | 58.0 (14.4)                    | 64.4 (18)                      | 70.8 (21.6)                    | 72.3 (22.4)                    | 72.6 (22.6)                    | 68.1 (20.1)                    | 57.8 (14.3)                    | 48.8 (9.3)                     | 43.8 (6.6)                     | 58.1 (14.5)                    |
| 降水量 inch （mm）             | 5.1 (130)                      | 4.1 (104)                      | 4.2 (107)                      | 4.1 (104)                      | 4.9 (124)                      | 6.4 (163)                      | 6.5 (165)                      | 6.0 (152)                      | 5.5 (140)                      | 4.3 (109)                      | 4.4 (112)                      | 5.0 (127)                      | 60.5 (1,537)                   |
| 出典：Weatherbase              |                                |                                |                                |                                |                                |                                |                                |                                |                                |                                |                                |                                |                                |

## 人口動勢
| 人種                                  | 人数    | 割合   |
| ------------------------------------- | ------- | ------ |
| 白人 (非ヒスパニック)                 | 4,970人 | 44.43% |
| アフリカ系アメリカ人 (非ヒスパニック) | 4,732人 | 42.3%  |
| ネイティブ・アメリカン                | 39人    | 0.35%  |
| アジア人                              | 613人   | 5.48%  |
| その他人種                            | 392人   | 3.5%   |
| ヒスパニックまたはラテン系アメリカ人  | 440人   | 3.93%  |

アビーヴィルは、アビーヴィル小都市統計地域の主たる都市である。同地域にはヴァーミリオン郡全体とラファイエット都市圏の一部、そしてラファイエット−アケイディアナ地域を合算した統計上の地域を含む。
2000年のアメリカ合衆国国勢調査によると、同市の人口は11,887人、4,698世帯、3,014家族が同市に居住していた。人口密度は1平方マイル当たり2,027.7人 (782.9/km2)であった。平均的密度の1平方マイル当たり907.3人 (350.3/km2)に5,257戸の家屋が存在した。
2020年時点の人口推計事業によると、その時点での人口は11,927人であった。2020年のアメリカ合衆国国勢調査資料によると、その時点での人口は11,186人、4,761世帯、2,752家族が同市に居住していた。
2000年時点での人種および民族の比率は白人が54.29%、アフリカ系アメリカ人が38.56%、ネイティブ・アメリカンが0.19%、アジア人が5.50%、その他人種が0.39%、2つ以上の人種の人々が1.06%であった。人種に関わらずヒスパニックあるいはラテン系アメリカ人は全人口の1.93%を占めた。2000年時点で、5歳以上の総人口の76%が家庭内で英語を話し、16.5%がフランス語あるいはケイジャン・フランス語を、また5.5%がベトナム語を話していた
2019年のアメリカ人コミュニティ調査の推計によると、49.6%が非ヒスパニック白人、42.8%がアフリカ系アメリカ人、0.5%がネイティブ・アメリカン、4.8%がアジア人、0.9%がその他人種、1.3%が2つ以上の人種の人々であった。
2010年のアメリカ合衆国国勢調査の報告によると、総世帯数は4,698世帯でうち60.34%が18歳未満の子供が存在した。33.35%は結婚したカップルの同居、24.44%は世帯主が女性、あるいは夫が不在、36.72%は非家族であった。全世帯の31.55%は個人で構成された世帯、12.32%は65歳以上の人の一人暮らし世帯であった。世帯当たりの平均人数は2.53人、また平均の家族の人数は3.20人であった。
2019年時点の世帯収入の中央値は38,900ドルであった。男性の収入の中央値は46,182ドルであったのに対し、女性は37,958ドルであった。全人口の30.4%が貧困線以下の生活をしていた。

## 経済
アビーヴィルは米、サトウキビ、乳製品、トウモロコシ、綿、魚介類(特にザリガニ、ワニ、カニ)といった農水産物の取引と加工の中心地である。メキシコ湾岸の石油、天然ガス田はアビーヴィルを含む、周辺一体の企業によって管理されている。
化学製品およびコンシューマー製品はこの地域で製造されている。関連する観光スポットとしては、C.S.スティーン・シロップ・ミル社の大規模なオープン・ケトル方式のサトウキビ・シロップ工場がある。

## 教育
アビーヴィル市は、ヴァーミリオン郡学区の管轄である。アビーヴィルの公立学校、チャーチスクールの一覧を下記に示す：
- 小学校
  - イートン・パーク小学校 (Eaton Park Elementary)
  - ヘロッド小学校 (Herod Elementary)
  - マウント・カーメル小学校 (Mount Carmel Elementary School) (チャーチスクール - 幼稚園前より中学2年生まで)
- 中学校
  - J.H.ウィリアムズ中学校 (J.H. Williams Middle School)
- 高等学校
  - アビーヴィル高等学校 (Abbeville High School)
  - ヴァーミリオン・カトリック高等学校 (Vermilion Catholic High School) (チャーチスクール)
  - ライトハウス・クリスチャン進学校 (Lighthouse Christian Prep.) (チャーチスクール)
  - ジェイムズ・A・ヘロッド高等学校および小学校 (James A. Herod High School and Elementary School) (ヴァーミリオン郡の1年生から高校3年生までの黒人教育のためにジェイムズ・A・ヘロッド師が設立。彼は教員でもあった。)

## 娯楽
アビーヴィルでは下記を含むいくつかのフェスティヴァルが開催されている：
- デイリリー・フェスティヴァル・アンド・ガーデン・ショー (Daylily Festival and Garden Show)
- ジャイアント・オムレット・セレブレーション (Giant Omelette Celebration)
- レ・ルミエール・デュ・ヴィラージュ・ド・アビーヴィル (Les Lumieres du Village d'Abbeville)
- ルイジアナ・キャトル・フェスティヴァル (Louisiana Cattle Festival)
- ヴァーミリオン・カルーセル・オヴ・アーツ (Vermilion Carousel of Arts)

アビー・プレイヤーズ・シアター (Abbey Players' Theater)は、アビーヴィル地元の劇場としては突出した存在である。市の東側のルイジアナ州イーラスに近い位置にはアカディアン博物館がある。鳥類保護区域、岩塩ドーム、そして世界的に有名なタバスコの工場があるエイブリー島は、アビーヴィル市から南西25kmに位置している。

## 歴史的建造物
アビーヴィルは、アメリカ合衆国国家歴史登録財に追加された歴史的建造物が多く存在する。1987年にはコンコード、ステート、ラファイエット、ジェファーソンの4つの通りに囲まれたアビーヴィル歴史的商業地区が登録された。同年、アビーヴィル歴史的住宅地区が西オーク、ステート、チェリー通りとヴァーミリオン川で囲まれた地域に設定された。
聖メアリー・マグダレン・カトリック教会、教区司祭館および墓地が翌年登録されている。1990年代にはステート、ファースト、ペレ・メグレ、コンコードの各通りとヴァーミリオン・バイユーで仕切られたダウンタウン・アビーヴィル歴史的地区に加え、オヴィド・ブルーサー・ハウス、ショーヴィエール・ハウス、ゴーディー・ハウス、ライヨン・ハウス、コールドウェル・ハウスがそれぞれ登録となった。2000年を迎える直前の時期に、リチャード・キャトル・オークション・バーンおよび聖メアリー会衆派教会が登録された。アビーヴィル北部に位置するア・ラ・ボン・ヴェイエは1984年に登録となっている。

## 州兵
アビーヴィルは、ルイジアナ州陸軍州兵のHHC(本部部隊)、第二大隊、第156歩兵(機械化)の本拠地である。第二大隊は2004年から2005年にかけて実施されたイラクの自由作戦に、第256歩兵旅団 (タイガー旅団)とともに参加した。

## 交通
ルイジアナ&デルタ鉄道は市内を横切っており、これが地元市場に貨物を運ぶことに役立った。
フレッシュウォーター・バイユー・ディープウォーター水道はアビーヴィルをメキシコ湾に接続しており、沿岸内水路は市の南部を走っている。

## 映画
1958年の映画『マックイーンの絶対の危機』の1988年のリメイク版『ブロブ/宇宙からの不明物体』はアビーヴィルにて撮影されている。
ルチオ・フルチ監督の『ヘルクラッシュ！／地獄の霊柩車 (原題：Le porte del silenzio)』の舞台の一部はアビーヴィルである。
ロバート・フラハティ監督は、1948年の『ルイジアナ物語』撮影の際の拠点としてアビーヴィルを選んだ。彼は現在のダウンタウンの地域に1946年から1947年にかけての15か月に渡って家を借りた。
アビーヴィルは、HBOテレビ・シリーズの『TRUE_DETECTIVE』のシーズン1において、主要な撮影地の一つであった。

## 著名な人物
- ジョージ・A・コールドウェル (1892年–1966年)、1939年-1940年のルイジアナ・ヘイライド・スキャンダルで有罪となった建築請負業者。アビーヴィル生まれ
- ボビー・デュホン (1946年生まれ)、プロのアメリカン・フットボール選手[26]
- ボビー・チャールズ (1938年–2010年)、ソングライター、ミュージシャン。書いた曲には「See You Later Alligator」「Walking To New Orleans」などがある。アビーヴィル生まれ
- サミー・カーショウ (1958年生まれ)、カントリー・アーティスト。近隣のキャプランに生まれ、アビーヴィルに住んでいる
- ダドリー・J・ルブラン (1894年–1971年)、ビジネスマン、政治家。1950年代に特許取得済みの医薬品ハダコルで一財を成した。生涯の大部分をアビーヴィルで過ごし、同地で没した。
- アンソニー・レヴァイン (1987年生まれ)、プロのアメリカン・フットボール選手。アビーヴィル生まれ
- ジェラルド・ロング (1944年生まれ)、ナキトシュ出身の州議会上院議員。かつてアビーヴィルに住んでいたことがある
- ブランドン・ミッチェル (1975年生まれ)、元プロのアメリカン・フットボール選手。アビーヴィル生まれ
- ジョージ・ペティ (1894年–1975年)、ピンアップ・アーティスト。アビーヴィル生まれ
- デブ・リチャード (1963年生まれ)、ゴルフ選手。LPGAツアー・トーナメント優勝経験5回
- サム・H・テリオ (1954年生まれ)、ルイジアナ州下院議員(1979年–1996年);元ヴァーミリオン郡裁判所書記官;教育者;アビーヴィル生まれ
- コリン・ホーソン (1997年生まれ)、米国テレビシリーズ「The Voice」シーズン8の出場者、ファイナリスト
- ゴールデン・J・ゼノン・Jr. (1929年–2006年)、建築家。アビーヴィル生まれ[27]
- ウォーレン・ストーム (1937年–2021年)、ドラマー、歌手[28]

## 出展
1. ↑  ABBEVILLE CITY COUNCIL Your Elected Officials (City of Abbeville official site) 2024年6月25日閲覧
2. ↑  Your Local Election HQ - Roslyn White is the new Mayor Elect of Abbeville (KLFY) 2024年6月25日閲覧
3. ↑  Anon 2014
4. 1 2 3 4  Hoiberg 2010, p. 11
5. ↑  Anon 2015
6. 1 2  Bureau, US Census. “City and Town Population Totals: 2010-2020” (英語). The United States Census Bureau. 2021年8月10日閲覧。
7. 1 2 3 4  Johnston 1997, p. 8
8. 1 2  Theall 1996
9. ↑  Lawson 2015
10. ↑  U. S. Census Bureau 2015
11. ↑  Anon 2015a
12. ↑  Anon 2015b
Retrieved on November 24, 2011.
13. ↑  “Census of Population and Housing”.   Census.gov. 2015年6月4日閲覧。
14. ↑  “Explore Census Data”. data.census.gov. 2021年12月19日閲覧。
15. 1 2  U. S. Census Bureau 2012, pp. 44–45
16. 1 2 3  U. S. Census Bureau 2012, p. 173
17. ↑  U. S. Census Bureau 2012, p. 284
18. ↑  U. S. Census Bureau 2012, p. 284
19. ↑  Anon 2000
20. 1 2  “Geography Profile: Abbeville city, Louisiana”. data.census.gov. 2021年8月10日時点のオリジナルよりアーカイブ。2021年8月10日閲覧。
21. 1 2 3 4  Cohen 1998, p. 3
22. ↑  Lagassé et al. 2000, p. 2
23. ↑  C.S. Steen Syrup Mill, Inc. (Vermilion Tourist Commission) 2024年6月25日閲覧
24. ↑  Anon 2010a
25. ↑  Anon 2011a
26. ↑  Anon 2011
27. ↑  Wilson, Dreck Spurlock (2004-03-01) (英語). African American Architects: A Biographical Dictionary, 1865-1945. Routledge. ISBN 978-1-135-95628-8
28. ↑  Abbeville native, Swamp Pop legend Warren Storm dies at 84 (KATC News), Posted at 10:46 PM, Sep 07, 2021 2024年7月5日閲覧